# Phacographa
Phacographa är ett släkte av svampar. Phacographa ingår i familjen Roccellaceae, ordningen Arthoniales, klassen Arthoniomycetes, divisionen sporsäcksvampar och riket svampar.
|             | Enterographa                              |
|             |                                           |
|             | Hubbsia                                   |
|             |                                           |
|             | Opegrapha                                 |
|             |                                           |
|             | Peterjamesia                              |
|             |                                           |
|             | Lecanactis                                |
|             |                                           |
|             | Dirina                                    |
|             |                                           |
|             | Chiodecton                                |
|             |                                           |
|             | Angiactis                                 |
|             |                                           |
|             | Syncesia                                  |
|             |                                           |
|             | Lecanographa                              |
|             |                                           |
|             | Graphidastra                              |
|             |                                           |
|             | Cresponea                                 |
|             |                                           |
|             | Bactrospora                               |
|             |                                           |
|             | Austrographa                              |
|             |                                           |
|             | Schismatomma                              |
|             |                                           |
|             | Dictyographa                              |
|             |                                           |
|             | Sigridea                                  |
|             |                                           |
|             | Sclerophyton                              |
|             |                                           |
|             | Roccellina                                |
|             |                                           |
|             | Roccella                                  |
|             |                                           |
| Phacographa | \| \| Phacographa glaucomaria \| \| \| \| |
|             | \| \| Phacographa glaucomaria \| \| \| \| |
|             | Schizopelte                               |
|             |                                           |
|             | Dendrographa                              |
|             |                                           |
|             | Phacographa glaucomaria                   |
|             |                                           |

|  | Phacographa glaucomaria |
|  |                         |